# Bottega Verde
Bottega Verde s.r.l. ist ein italienisches Familienunternehmen im Bereich Naturkosmetik mit Sitz in Pienza in der Toskana. Es entwickelt und produziert Kosmetik- und Pflegeartikel, Parfüm sowie Nahrungsergänzungsmittel, die in eigenen Läden in Italien und der Schweiz sowie online vertrieben werden.

## Geschichte
Das Unternehmen wurde 1972 als Kräuter- und Reformhaus im Palazzo Massaini gegründet, um die regionalen Pflanzen der Toskana, wie Hafer, Lavendel, rote Trauben und Oliven zu natürlichen Produkten zu verarbeiten. 1992 wurde der Vertrieb auf den Versandhandel ausgedehnt.
Ab 1996 begann das Unternehmen ein landesweites Filialnetz aufzubauen und entwickelte sich so zu einer der größten Kosmetikketten Italiens. 2006 erwirtschaftete Bottega Verde einen Umsatz von 140 Millionen Euro. 2017 begann der Direktvertrieb in der Schweiz durch eine eigens gegründete Tochtergesellschaft.
In Italien betreibt Bottega Verde über 400 Läden, wovon etwas mehr als die Hälfte von Franchisingpartnern geführt werden, sowie auch Concept stores weltweit. Zusätzlich zum eigenen Filialnetz vertreibt Bottega Verde erfolgreich über ihren Onlineshop und wurde 2018 dafür mit dem italienischen eCommerce Preis TelComm ausgezeichnet.
Das firmeneigene Forschungs- und Entwicklungslabor ist in Biella angesiedelt.

## Auszeichnungen
- 2018 Netcomm eCommerce Award für den besten WebStore